# Argyrolobium flaccidum
Argyrolobium flaccidum är en ärtväxtart som först beskrevs av John Forbes Royle, och fick sitt nu gällande namn av Hippolyte François Jaubert och Édouard Spach. Argyrolobium flaccidum ingår i släktet Argyrolobium och familjen ärtväxter. Inga underarter finns listade i Catalogue of Life.